# Fiyi en los Juegos Olímpicos de Montreal 1976
Fiyi estuvo representado en los Juegos Olímpicos de Montreal 1976 por dos deportistas, un hombre y una mujer, que compitieron en atletismo.
La portadora de la bandera en la ceremonia de apertura fue la atleta Miriama Tuisorisori-Chambault. El equipo olímpico fiyiano no obtuvo ninguna medalla en estos Juegos.